# Лесале
Лесале (груз. ლესალე) — село в Грузии, на территории Цаленджихского муниципалитета края (мхаре) Самегрело-Верхняя Сванетия.

## География
Село находится в западной части Грузии, на правом берегу реки Чанисцкали, на расстоянии приблизительно 4 километров (по прямой) к северо-востоку от города Цаленджиха, административного центра муниципалитета. Абсолютная высота — 258 метров над уровнем моря.

## Население
По результатам официальной переписи населения 2014 года, в Лесале проживало 169 человек (81 мужчина и 88 женщин). В национальной структуре населения грузины составляли 100 %.
| Год  | Население, человек |
| ---- | ------------------ |
| 2002 | 226                |
| 2014 | ↘ 169              |